# Games Gamblers Play
Pour plus de détails, voir Fiche technique et Distribution.
Games Gamblers Play (鬼馬雙星, Gui ma shuang xing) est une comédie hongkongaise co-écrite et réalisée par Michael Hui, sortie le 17 octobre 1974 à Hong Kong.
Elle peut être considérée comme l'un des précurseurs des « films de jeu d'argent », un sous-genre cinématographique propre à Hong Kong, et qui connait véritablement ses débuts deux ans plus tard en 1976 avec la comédie King Gambler de Cheng Kang.
La bande-originale du film a également beaucoup contribué à lancer l'engouement pour la cantopop avec l'album du film qui connait un très grand succès et est tiré à 150 000 exemplaires[réf. nécessaire]. Les chansons phares Tie Ta Ling Yun, apparue dans le Hui Brothers Show, Gui ma shuang xing et Seung sing ching gau sont toutes interprétées par Sam Hui qui est considéré comme la première grande vedette de ce genre musical.

## Synopsis
Un escroc vétéran et un petit joueur naïf, Man (Michael Hui) et Kit (Sam Hui), se rencontrent en prison et se lient d'amitié. Une fois libérés, ils recommencent leurs arnaques au jeu, notamment aux dés et au mahjong, et tentent leur chance dans un jeu télévisé. Mais ils tombent sur un parieur mécontent de s'être fait escroquer sur des courses de chiens et qui leur envoie des hommes pour les supprimer et les poursuit jusqu'à Macao,.

## Fiche technique
- Titre original : Gwai ma seung sing
- Titre international : Games Gamblers Play
- Réalisation : Michael Hui

## Distribution
- Michael Hui : Tang Kwok Man
- Sam Hui : Lau Jan Kit
- Ricky Hui : le joueur de la plage
- Betty Ting Pei : Pei-pei
- Lisa Lui : Siu-mei
- Roy Chiao : l'homme au bar à lait obtenant un ticket de parking
- James Wong : Wong But-man
- Hui Shiu-hung : Bully
- Helena Law : la femme de Man
- Dean Shek : l'employé de casino
- Sammo Hung : le filou de la plage
- Cheng Kwan-mun
- Li Kun : l'homme nu dans la chambre d'hôtel
- Chan Lap-ban : un joueur de blackjack
- Chin Tsi-ang : une joueuse de blackjack
- Ho Pak-kwong : le geôlier
- Fung Ging-man : le croupier des dés de Ching
- Tsang Choh-lam : un joueur